# Kroksjö, Lycksele kommun

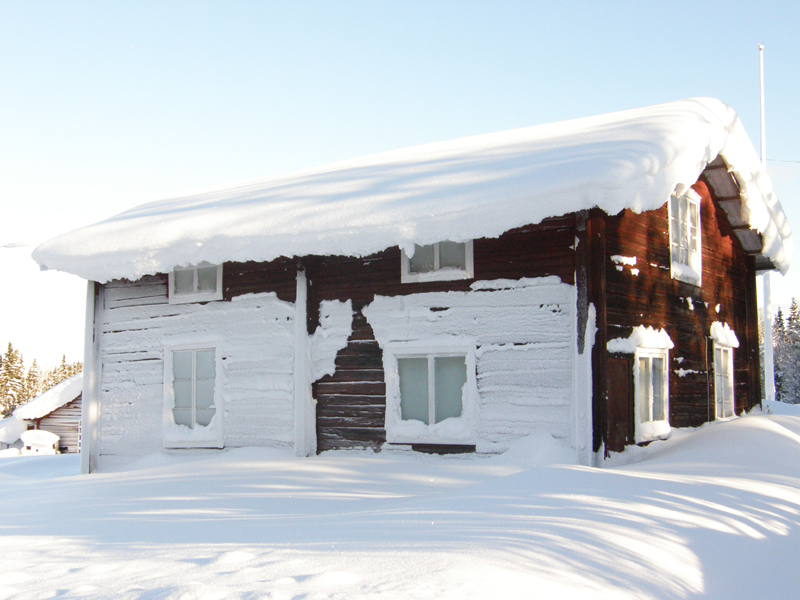
Huset där postkontoret var beläget i slutet av 1950-talet

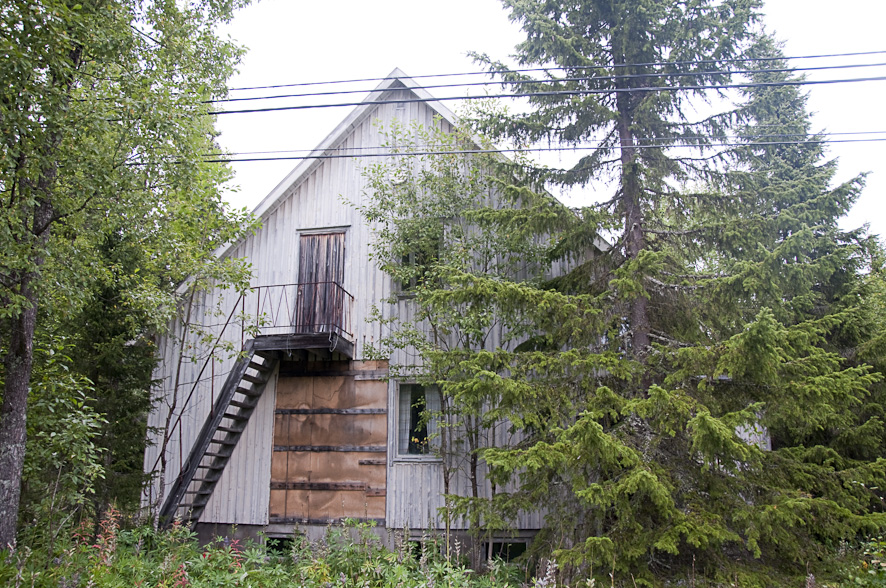
Folkets hus i Kroksjö, strax före rivningen hösten 2009.

Kroksjö är en by bestående av ett femtiotal hus som ligger i Lycksele kommun, cirka 4 mil väster om Lycksele.
Det var en "lappman" som lät insyna Kroksjös första nybygge år 1780. På 1940-talet fanns skola i Kroksjö och i grannbyarna Fäboliden och Råberg. Ett Folkets hus byggdes i början på 1950-talet men folketshusföreningen gick snart i konkurs och fastigheten löstes in av ett par borgenärer. I slutet på 1950-talet fanns även två affärer och ett litet postkontor. Skolan i centrum i byn lades ner på 1960-talets början och används nu som byastuga.  I byn finns 2009 ca 22 bofasta som 16 år eller äldre,sommartid utökas till ett 80-tal boende. Medelåldern är som i andra inlandsbyar hög. Sjön som ligger sydost om byn och har samma namn som byn var tidigare uppdämd men dammen är numera raserad. I sjön häckar tranor, svanar och olika arter av änder då den ligger svåråtkomligt till, omgiven av sankmark.    

## Boken om Kroksjö
Kroksjö historia är skildrat i boken Kroksjö 200 år av  Gustav Skarin. Där berättas om den finska familj som i slutet av 1600-talet kom till sjön Örträsket och där upprättade ett hemman. Då nybyggarbyn vid Örträsket inte kunde ge utkomst åt alla ungdomar som växte upp sökte sig några till intilliggande trakter, däribland det som skulle komma att bli Kroksjö. Således kom det sig att Kroksjö nybygge insynades och registrerades hos länets myndighet 1780. En bidragande orsak till att denna del av Norrland fick växande befolkning under 1600- och 1700-talet var att landshövdingen i Västerbottens län, Johan Graan, ivrade starkt för lappmarken. Han skrev under våren 1670 till regeringen och föreslog att lappmarken borde undersökas och kartläggas i syfte att utröna var kolonisation var lämpligt. Regeringen godkände förslaget och en kunglig kommission tillsattes för att verkställa undersökning och kartläggning av Umeå lappmark.